# Ad occhi chiusi (romanzo)
Ad occhi chiusi è un romanzo giallo scritto da Gianrico Carofiglio e pubblicato da Sellerio nel 2003. 
Il romanzo, seconda opera narrativa pubblicata dall'autore, è un giallo giudiziario, basato sull'evoluzione di un processo penale osservato dal punto di vista dell'avvocato, il protagonista Guido Guerrieri, già apparso nel primo libro di Carofiglio, Testimone inconsapevole. Entrambi i titoli, insieme al terzo libro della serie, sono pubblicati anche nella raccolta I casi dell'avvocato Guerrieri (Sellerio, 2007). Sono usciti altri quattro seguiti: Le perfezioni provvisorie (Sellerio, 2010), La regola dell'equilibrio (Einaudi, 2014), La misura del tempo (Einaudi, 2019) e L'orizzonte della notte (Einaudi, 2024). Ad occhi chiusi è stato tradotto in Francia, Spagna, Gran Bretagna, Germania Giappone e Olanda.
Come in altri libri di Carofiglio, la trama principale è intercalata da molte piccole sottostorie. L'avvocato Guerrieri rappresenta la parte civile nel processo al figlio di un noto magistrato di Bari. L'uomo è accusato di maltrattamenti e persecuzioni nei confronti della giovane Martina Fumai, sua ex convivente. Martina vive in una comunità che ospita giovani donne vittime di maltrattamenti. La comunità è presieduta da suor Claudia, una giovane di poche parole, esperta di arti marziali e che non si veste da suora.

## Trama
L'avvocato Guido Guerrieri accetta l'incarico di costituirsi parte civile per Martina Fumai, che accusa di maltrattamenti e persecuzioni l'ex convivente Gianluca Scianatico, medico appartenente alla Bari bene. Scianatico è figlio di Ernesto, presidente di Corte d'Appello: per non inimicarselo, molti altri avvocati hanno rinunciato all'incarico. Le violenze perpetrate verso Martina sono tali da costringere la ragazza a vivere in una comunità protetta gestita da Claudia, una suora giovane dall'aspetto moderno e sportivo, che è anche insegnante di boxe cinese. Martina si è molto affezionata a lei, che ha sviluppato un forte istinto di difesa nei suoi confronti.
Durante l'udienza preliminare Guerrieri si scontra verbalmente con Dellisanti, l'avvocato di Scianatico, che incentra la difesa sul discredito di Martina: in passato la ragazza è stata affetta da depressione e anoressia, pertanto cerca di convincere la corte che le sue accuse siano dovute ai suoi disturbi psichiatrici; viene pertanto disposta una perizia psichiatrica su di lei.
Nei mesi successivi, mentre studia il caso, Guerrieri subisce alcuni importanti traumi come il suicidio dell'amico Emilio; il trasferimento di Alessandra Mantovani, il pubblico ministero che si occupa del caso Scianatico e grande amica dell'avvocato, lo getta in un vortice di tristezza. Ad alleviargli le sofferenze c'è il rapporto con la sua fidanzata Margherita e la collaborazione con suor Claudia, che esercita su di lui un notevole fascino.
Durante il processo, Guerrieri provoca Scianatico insinuando che abbia costretto Martina ad avere con lui dei rapporti sadomaso, mostrandogli una videocassetta su cui sarebbe stato registrato uno di questi rapporti. In realtà si tratta di un bluff, ma messo alle strette Scianatico confessa di averlo fatto in passato. L'udienza si conclude a sfavore del giovane, per il quale si prospetta il carcere.
Questi avvenimenti, tuttavia, fanno sì che Scianatico perda la ragione: dopo aver rapito Martina, si barrica con lei in casa sua. Guerrieri corre con la polizia e suor Claudia sul luogo del misfatto, ma il giovane rifiuta di rilasciare l'ostaggio; solo suor Claudia riesce a penetrarvi, ma trova Martina morta per le botte dategli dal ragazzo. A quel punto lo aggredisce a colpi di boxe cinese e quasi lo uccide, prima che entri anche la polizia. L'aggressione di Claudia viene fatta passare come legittima difesa.
Rimasti soli, Claudia rivela a Guerrieri di chiamarsi Angela e di non essere davvero una suora. Da bambina aveva ucciso il proprio padre per difendere sua sorella dallo stupro che lei stessa aveva subito. In riformatorio aveva conosciuto una vera suora, Caterina, giovane e sportiva come ora è lei: era stata lei a darle un nuovo nome, quello di sua madre, per aiutarla a lasciarsi il passato alle spalle. Divenuta adulta, Claudia aveva deciso di dedicarsi all'aiuto del prossimo, fino a diventare direttrice di una casa famiglia; per una forma di autodifesa si era finta suora: lei crede che nessuno l'abbia mai scoperta poiché lei aveva raccontato di appartenere a un ordine che non la obbliga a portare il velo, ma Guerrieri suggerisce che abbia convinto tutti grazie al suo buon cuore. I due si dicono addio per non vedersi mai più.
Profondamente cambiato dalla vicenda, Guerrieri accetta l'invito di Margherita a partecipare a un lancio col paracadute.

## Edizioni
- Gianrico Carofiglio, Ad occhi chiusi, collana La memoria, Sellerio, 2007,  pp. 272, cap. 23+12, ISBN 88-389-1905-4.